# 贝萨妮·布赖恩
贝萨妮·布赖恩（英語：Bethany Bryan，1993年4月23日—），英国女子赛艇运动员。她曾代表英国参加美国萨拉索塔举行的2017年世界赛艇锦标赛，获得女子四人双桨铜牌。